# Dalibor Šamšal
Dalibor Šamšal, född 25 december 1985 i Rijeka, är en kroatisk alpin skidåkare. 
Šamšal debuterade den 16 januari 2005 i den alpina världscupen. Hans bästa placering hitintills är en 22:a plats i slalom från den alpina världscupen 2009. Han deltog i de olympiska vinterspelen 2006 och 2010. 